# Municipio de Overland (Dakota del Norte)
El municipio de Overland (en inglés: Overland Township) es un municipio ubicado en el condado de Ramsey en el estado estadounidense de Dakota del Norte. En el año 2010 tenía una población de 14 habitantes y una densidad poblacional de 0,15 personas por km².

## Geografía
El municipio de Overland se encuentra ubicado en las coordenadas 48°24′22″N 98°38′41″O / 48.40611, -98.64472. Según la Oficina del Censo de los Estados Unidos, el municipio tiene una superficie total de 93.24 km², de la cual 92,21 km² corresponden a tierra firme y (1,11 %) 1,04 km² es agua.

## Demografía
Según el censo de 2010, había 14 personas residiendo en el municipio de Overland. La densidad de población era de 0,15 hab./km². De los 14 habitantes, el municipio de Overland estaba compuesto por el 100 % blancos. Del total de la población el 0 % eran hispanos o latinos de cualquier raza.